# El Ouricia
El Ouricia est une commune de la wilaya de Sétif en Algérie. Elle est située à 10 km au nord du chef-lieu de cette wilaya.

## Géographie

### Localités et lieux-dits
La commune se compose de plusieurs localités: El Ouricia, Mahouane, Oued Cheir, El Hassasna, Chaabia, Ouled Mansour, Ouled Haddef, Zaïri, Lakhaoudjia, Djouaref, Ougrina, Skaïmia, Ouled Ali Benathmane, Laagagna, Ouled Bou Amar, Goussimet, Khebabcha,  Landada, Smara, Guenafda, Gharzouli, Laassamine, Bellalouche, Zouafet, Ouled Zighem, Kef Naama, Karma, Lemhadjib, Ouled, Zaghouane, Aïn Hadjrès.

## Histoire
El Ouricia est l'un des deux villages, avec Mahouane, où se sont principalement implantés les colons en provenance de la Savoie à partir des années 1850, sous l'égide de la Compagnie genevoise des colonies suisses. À l'époque, la Savoie n'était pas encore française. L'implantation se solde notamment par l'endettement des familles qui doivent partir.

## Dans la culture
El Ouricia est citée dans l'ouvrage d'Azouz Begag intitulé Le Gone du Chaâba ainsi que dans la Bande Dessinée par Djillali Defali, Leçons coloniales.